# Outside (Burna Boy)
Outside è il terzo album in studio del cantante nigeriano Burna Boy, pubblicato nel 2018.

## Tracce
1. More Life – 1:32
2. Ph City Vibration – 3:46
3. Koni Baje – 3:23
4. Sekkle Down (featuring J Hus) – 3:08
5. Where I'm From – 3:07
6. Heaven's Gate (featuring Lily Allen) – 3:22
7. Ye – 3:51
8. Giddem – 3:31
9. Streets of Africa – 3:30
10. Rock Your Body – 3:41
11. Devil in California – 3:15
12. Calm Down – 4:25
13. Outside (featuring Mabel) – 3:38